# Хрещатик (струмок)
Хреща́тик — струмок (мала річка) у Києві, що тече Хрещатицькою долиною, права притока річки Клов. Довжина близько 1,4 км.
Назва походить від Хрещатого яру, що в свою чергу здобув назву від бічних ярів, що «перехрещувалися».

## Опис
Починається неподалік Європейської площі, з ряду джерел, далі протікає улоговиною Хрещатика та на Бесарабській площі впадає у Клов. На Хрещатицькій площі існувала невелика водойма. Також водойма — Бесарабський басейн — існувала на однойменній площі.
На сучасному Майдані Незалежності приймає 5 правих приток, найбільші з яких протікають під Софіївською та Михайлівською вулицями, а інші — під вулицями Малою Житомирською, Грінченка та провулком Шевченка. Біля перехрестя з вулицею Богдана Хмельницького приймає притоку Луга. Майже перед впадінням у Клов Хрещатик приймає свою ліву притоку Кловиця.
Ще 1840 року Хрещатик одним з перших річок міста був взятий у колектор на всій протяжності.